# Piscine des Thiolettes
La  Piscine des Thiolettes  est une piscine située à Reims, dans la Marne. Elle avait, à l’origine, une couverture faite de toile tendue, tel un chapiteau de cirque.

## Localisation
La piscine est située dans le département français de la Marne, sur la commune de Reims, dans le quartier de l’Europe, grand ensemble résidentiel, construit dans les années 1970.

## Historique
La piscine des Thiolettes a été inaugurée en 1971. 
Elle est située dans le quartier Europe, 77 avenue de l'Europe à Reims.
À l’origine, la piscine avait été construite par l’architecte Roger Taillibert, avec une couverture faite de toile tendue, tel un chapiteau de cirque. 
La toile a été emportée au cours de la tempête de 1999. 
Le toit a été reconstruit avec un toit découvrable en été, mais ce n’est pas une piscine « tournesol ».

## Description
Elle dispose d’un grand bassin réservé aux nageurs, d’un petit bassin pour l’apprentissage et d’une pataugeoire, d’un toboggan de 42 m et d’un solarium.

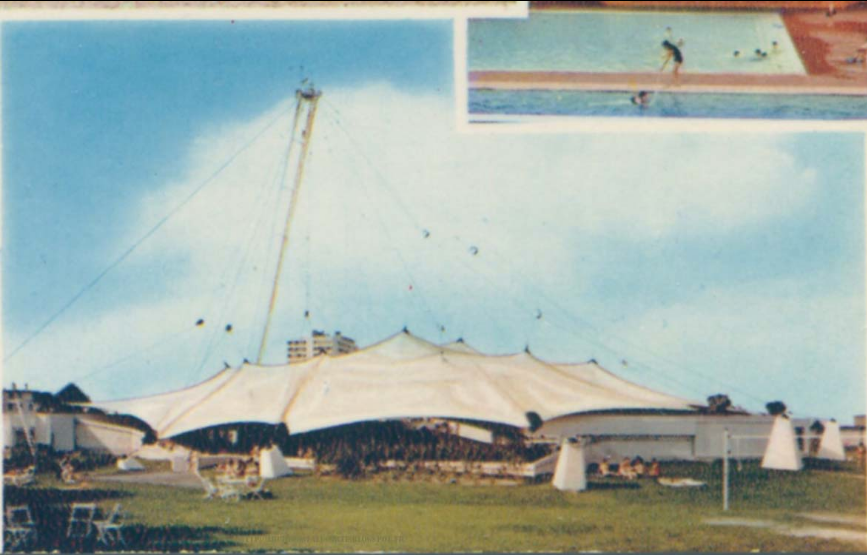
Reims Couverture de la piscine des Thiolettes déployée